# Dębiec (województwo dolnośląskie)
Dębiec (niem. Dammitsch) – wieś w Polsce położona w województwie dolnośląskim, w powiecie lubińskim, w gminie Ścinawa. W latach 1975–1998 miejscowość administracyjnie należała do województwa legnickiego.

## Zabytki
Do wojewódzkiego rejestru zabytków wpisany jest:
- park z drugiej połowy XVIII w., zmiany na początku XX w.